# Evviva Zorro
Evviva Zorro (The New Adventures of Zorro) è una serie televisiva a cartoni animati, prodotta da Fred Wolf Films nel 1997 e basata sui personaggi di Zorro. In Italia, è stata trasmessa all'interno del programma serale Game Boat, in onda su Rete 4 nel 1998, successivamente replicata dapprima su Italia 1 dal 1999, poi su Boing dal 2008.

## Trama
La serie segue il giovane proprietario terriero californiano Don Diego de la Vega che si finge un intellettuale per affrontare efficacemente, nei panni del fuorilegge Zorro, il capitano Montecerro, che usa la sua autorità per scopi personali, e il maldestro sergente Garcia. La serie mostra anche elementi di fantascienza e fantasy, con il protagonista che combatte i suoi avversari utilizzando un equipaggiamento di marchingegni high-tech ideato dal suo servo muto, Bernardo, ma aiutato anche dalla magia steampunk della saggia nativa americana Gufo Grigio.

## Sigla italiana
Evviva Zorro, musica di Franco Fasano, testo di Alessandra Valeri Manera, cantata da Enzo Draghi.
Alla fine della sigla registrata in studio e anche durante il ritornello, tra i bambini del coro dei Piccoli Cantori di Milano è possibile riconoscere la voce di Silvia Scanferla. Invece all'interno della sigla sono presenti anche le nacchere.

## Personaggi e doppiatori
| Personaggio                | Doppiatore originale | Doppiatore italiano |
| -------------------------- | -------------------- | ------------------- |
| Diego de la Vega/Zorro     | Michael Gough        | Claudio Moneta      |
| Isabella Torres            | Jeannie Elias        | Stefania Patruno    |
| Don Alejandro de la Vega   | Pat Fraley           | Tony Fuochi         |
| Don Eduardo/Il Governatore |                      | Mario Scarabelli    |
| Scoiattolino               |                      | Patrizia Mottola    |
| Gufo Grigio                |                      | Sonia Mazza         |
| Sergente Garcia            | Tony Pope            | Pietro Ubaldi       |
| Capitano Montecerro        | Earl Boen            | Oliviero Corbetta   |

Questa è la seconda serie in cui Claudio Moneta dà voce a Zorro/Don Diego: l'altra è Zorro, una coproduzione Giappone-Italia-Svizzera.